# Jim Egan (nhà hoạt động)
James Egan (1921 – 9 tháng 3 năm 2000) là một nhà hoạt động vì quyền LGBT của Canada, nổi tiếng với vai trò của ông trong vụ kiện Egan v. Canada trong Tòa án Tối cao Canada. Ông được coi là nhà hoạt động LGBTQ nổi bật đầu tiên của Canada, do thời gian hoạt động ban đầu của ông từ 1949 đến 1964.

## Tuổi thơ
Sinh ra và lớn lên ở Toronto, Ontario, Egan nhận ra mình là người đồng tính từ nhỏ. Ông gặp John Norris "Jack" Nesbit, bạn đời của ông, vào năm 1948.